# Pterolophia fasciolata
Pterolophia fasciolata là một loài bọ cánh cứng trong họ Cerambycidae.